# Dalvonal
Az ausztrál őslakók animista hitrendszerében a dalvonal vagy más néven álomösvény olyan, a földet (vagy esetenként az eget) átszelő útvonal, amelyet a helyi „teremtő lények” is bejártak az Álomidőben. A dalvonalak által jelzett ösvényeket a hagyományos énekek, történetek, táncok és festmények őrzik meg.
A dalvonalakat ismerő személy képes útközben a dal szövegének felidézésével eligazodni, az ugyanis leírja a jellemző tájékozódási pontokat, víznyerőhelyeket és más természeti képződményeket. Egyes esetekben a teremtő lények által bejárt útra úgy tekintenek, mint amelyet nyilvánvaló tükröznek a tájon vagy a kőzetekben megjelenő jelek, például nagyobb, lábnyomoknak tekintett mélyedések.
A dalokat megfelelő sorrendben éneklő őslakos képes hatalmas területeket bejárni, akár Ausztrália belső területeinek sivatagjain is átkelni. Az ausztrál földrészen a dalvonalak kiterjedt rendszere létezik: a néhány kilométerestől a több száz kilométert és különböző – teljesen eltérő nyelveket beszélő és más-más kulturális hagyományokkal rendelkező – őslakos népek területét keresztezőtől.
Mivel egy-egy dalvonal több nyelvcsoportot is összekapcsolhat, a dalok különböző részei akár egymásról eltérő nyelveken is lehetnek. A nyelvek ugyanakkor nem jelentenek akadályt, hiszen a dallam önmagában is visszaadja az énekben leírt földterület jellemzőit, illetve a ritmus szintén alapvető fontosságú a dal megértésében: ha valaki a tájat megjelenítő dalt hallgat, az olyan, mint amikor a táj jellegzetességeit figyelve végighalad az adott dalvonalon. 
Egyes esetekben a dalvonal meghatározott irányt követ, és annak ellentétes irányú bejárása szentségtörő cselekedetnek számíthat (pl. az Uluru megmászása, ahol a helyes irány lefelé vezet). A hagyományos életmódot folytató őslakosok minden földterületet szentnek tekintenek, és a dalok folyamatos éneklésével „életben tartják” a földet.

## Példák
- Az Északi Területen lévő Arnhem-föld jolngu népességének egyik története[2] a Barnumbirr nevű, a Vénusz bolygóval azonosított teremtő lényről szól, aki a keleti Baralku szigetéről érkezett, hogy az első embereket elvezesse Ausztráliába; ezt követően keletről nyugatra repült a kontinens felett, és nevet adott, illetve megteremtette az állatokat, növényeket és a táj természeti képződményeit.
- A szintén az Északi Területen, a Victoria folyó völgyében élő jarralin népesség a Walujapi nevű szellemben a feketefejű piton álomidőbeli teremtő szellemét tiszteli. Walujapiról úgy tartják, hogy teste mozgás közben bevésődött a sziklafelületekbe, és amikor letáborozott, ott hagyta feneke lenyomatát. Ezek a nyomok ma is jól láthatók.
- Az Észak-Ausztráliában keresztülhaladó Szivárványkígyó útja során folyókat és hegyeket hozott létre, miközben hosszabban időzött az olyan szent helyeken, mint Ubirr. Az útját és kapcsolódó természeti képződményeket leíró énekét az ausztrál őslakosok mind a mai napig éneklik.
- Az erszényesnyest álomidőbeli szellemei útjukat a tengerparton kezdték, és északra, a Simpson-sivatag felé haladtak, miközben átkeltek az aranda, kaititja, ngalia, kukatja és unmatjera népek földjén. E népcsoportok mindegyike dalban megőrizte az erszényesnyest álmának azt a részét, amelynek a dalvonala saját területüket érinti.
- Sydney környékén, a jellemző puha homokkő felszínnek köszönhetően a völgyek gyakran szurdokokban vagy sziklakiszögellésekben végződnek, ezért a terület a hegygerinceken könnyebben bejárható, mint az alacsonyabban fekvő térszínen. Ennek megfelelően a dalvonalak a hegygerinceket követik. A szent helyek többsége – mint amilyenek a sidney-i sziklarajzok – is itt találhatók. Ezzel szemben Ausztrália más részein a dalvonalak inkább a vízlelőhelyekben gazdagabb völgyeket követik.
- Több az ausztrál őslakos művészeti örökségben gazdag és a dalutakkal is összefüggésbe hozott hely található az új-dél-walesi Wollemi Nemzeti Parkban.[3]

## Értelmezések
Az antropológus Robert Tonkinson 1978-ban megjelent monográfiájában (The Mardudjara Aborigines – Living The Dream In Australia's Desert) a következőképpen ír a mardu őslakos népcsoport által megőrzött dalvonalakról.
„A dalvonalak megéneklése központi elem a mardu szertartásokban, mert az esetek többségében a dalvonalak a rituálé tárgyát képező lényeknek az útját, útirányát követik, miközben jelképesen kiemelik azok figyelemre méltó, evilági tetteit. A dalok többsége egyszerre tartalmaz földrajzi és mitológiai hivatkozásokat, tehát a férfiak a dalvonalak elsajátításával együtt ténylegesen megismerkednek akár több ezer olyan hellyel, ahol egyébként sosem jártak; ezek mindegyike beépül a sivatagi környezetről alkotott, kognitív térképükbe.”
1987-es könyvében (Álomösvény – Kalandozások Ausztráliában) a brit regény- és útikönyvíró, Bruce Chatwin a dalvonalakról úgy ír, mint
„... valamiféle láthatatlan útvonalak labirintusáról, mely át- meg átszövi egész Ausztráliát. Az európaiak afféle „álomösvényként” vagy „dalvonalként” emlegetik ezeket a vonalakat, míg a bennszülöttek az „Ősök Lábnyomának”, másképpen a „Törvény Útjának” nevezik őket.
Az abók eredetmítoszai bizonyos legendás totemisztikus lényekről mesélnek, akik még az Álomkorban járták be a kontinenst, és minden útjukba kerülő dolog nevét – madarakét, állatokét, növényeként, sziklákét, vizet rejtő üregekét – dalba öntötték, vagyis életre énekelték a világot.”

## Fordítás
- Ez a szócikk részben vagy egészben  a   Songline című angol Wikipédia-szócikk ezen változatának fordításán alapul.  Az eredeti cikk szerkesztőit annak laptörténete sorolja fel. Ez a jelzés csupán a megfogalmazás eredetét és a szerzői jogokat jelzi, nem szolgál a cikkben szereplő információk forrásmegjelöléseként.